# Colegio Dom Diogo de Sousa
El Colegio Dom Diogo de Sousa (en portugués: Colégio D. Diogo de Sousa) es una escuela católica ubicada en São Vicente, Braga, Portugal. Es propiedad de la Arquidiócesis de Braga. Fue establecida en 1949 e inauguró un nuevo edificio en 1956, Entre sus directores se puede nombrar a Joaquim António Alves (1949-1951); Mons. Elísio Fernandes de Araújo (1951-1991); António José Gomes Marques (1991-2003); y Cândido Azevedo de Sá (2003-2025) y Nuno Miguel Cardoso da Cunha (2025-ahora).